# Морские части Войск национальной гвардии Российской Федерации
Морские части войск национальной гвардии России — морские воинские части в составе войск национальной гвардии Российской Федерации.
Образованы 3 марта 1978 года в составе внутренних войск МВД СССР с целью охраны важных государственных объектов расположенных на акваториях морей, рек и озёр на территории СССР, позднее Российской Федерации и охраны общественного порядка на этих акваториях. Ежегодный профессиональный праздник моряков ВВ и Росгвардии — 3 марта.

## История
Флаги судов и должностных лиц ВНГ России (до 2016 года — ВВ МВД России)
Созданию военно-морских подразделений и морских воинских частей предшествовало Поручение Политбюро ЦК КПСС от 5 мая 1976 г. «Об охране искусственных сооружений на Забайкальской и Дальневосточной железных дорогах». По нему были созданы межведомственные комиссии для обследования подводных сооружений и выработке рекомендаций по их охране. В результате были определены задачи и штаты первых подразделений экипажей катеров и водолазов. В 1978 году эти штаты, включая морские подразделения, были утверждены. В это же время Совет Министров СССР принял ряд постановлений, в соответствии с которыми для военнослужащих морских подразделений ВВ МВД СССР устанавливались флотские форма одежды и знаки различия, а также нормы довольствия ВМФ СССР и действие Корабельного устава ВМФ СССР.
Были введены: в 1981 году — погоны и погончики флотского образца; в 1983 году — военно-морской флаг и вымпел кораблей, катеров и судов внутренних войск МВД СССР; в 1985 году — воинские звания мичман, старший мичман и корабельные воинские звания офицерского состава (см. Скрынник А. М., Стракович В. В., Пухарев И. В. Правовые основы деятельности морских воинских частей внутренних войск МВД России. Ростов-на-Дону, 2007).
В 1984 году приказом начальника внутренних войск МВД СССР в составе воинских частей по охране объектов на водных коммуникациях разрозненные подразделения экипажей катеров и водолазов были сведены в дивизионы сторожевых кораблей (катеров) в составе 103 и 104 дивизий.
В 1988 году на их базе создается 1-й отдельный отряд сторожевых кораблей (катеров) УВВ по ДВ и ВС. В его состав был включен учебный центр по подготовке и переподготовке водолазов (см. Водолазная служба войск национальной гвардии России).
Распоряжением Совмина СССР от 18 мая 1989 г. ремонтно-технологическое предприятие атомного флота «Атомфлот» Мурманского морского пароходства и суда, находящиеся на его акватории, подлежали приему под войсковую охрану. Приказом МВД СССР от 3 августа 1989 г. была утверждена организационно-штатная структура — 2-го морского отряда сторожевых кораблей (катеров) ВВ МВД СССР с базой на Мурманск. Эта структура входила в состав соединения, дислоцирующегося в Ленинграде.
В 1995 году приказом МВД России на лентах флотских фуражек-бескозырок для военнослужащих срочной службы введена надпись золотыми буквами «МОР. ЧАСТИ ВНУТР. ВОЙСК» (вместо «ВОЕННО-МОРСКОЙ ФЛОТ», «ТИХООКЕАНСКИЙ ФЛОТ» и «СЕВЕРНЫЙ ФЛОТ»).
В октябре 2020 года Правилами ношения военной формы одежды, утвержденными директором Росгвардии, на лентах фуражек-бескозырок для военнослужащих срочной службы установлена надпись золотыми буквами «РОСГВАРДИЯ».
1 октября 1996 года на базе учебного дивизиона 1-го морского отряда (г. Хабаровск) образован 5-й отдельный морской учебный дивизион (г. Северобайкальск). В этом дивизионе курсанты обучаются по специальностям: водолаз-взрывник, моторист, водитель малого катера. По данным на 2002 год, создавалась база для обучения специальности рулевой-сигнальщик.
На морские воинские части (подразделения) войск национальной гвардии Российской Федерации возлагаются следующие задачи:
- обеспечение охраны важных государственных объектов и сооружений на коммуникациях, расположенных в прибрежной части территориального моря Российской Федерации, на реках, озерах и других поверхностных водных объектах (далее — водные объекты);
- участие в ликвидации последствий чрезвычайных ситуаций и других чрезвычайных обстоятельств на указанных охраняемых объектах и сооружениях;
- участие в поиске и задержании лиц, противоправным способом проникших на территории охраняемых объектов и сооружений со стороны акваторий, а также покинувших их в сторону акваторий;
- участие совместно с органами внутренних дел в охране общественного порядка на акваториях водных объектов, расположенных в районах с наиболее ценными природными ресурсами, определенных перечнем, который утверждается Правительством Российской Федерации;
- оказание содействия пограничным органам ФСБ России в воспрещении незаконного пересечения Государственной границы Российской Федерации в местах дислокации внутренних войск МВД России (ныне войск национальной гвардии Российской Федерации).

Для ведения разведки, противодействия ДРГ и борьбы с терроризмом на водном транспорте в морских частях войск национальной гвардии России имеются подразделения водолазов и боевых пловцов.
На вооружении в морских частях и подразделениях стоят современные боевые катера (проекта 21980 «Грачонок», проекта 02510 типа «БК-16», катера проекта 9507 «Нерей» и др.), в том числе: быстроходные жестко-надувные патрульные катера; катера с частичным бронированием корпуса; гидроциклы .
В настоящее время[когда?] моряки войск национальной гвардии России проходят военную службу по призыву и по контракту.
Отдельные части и подразделения войск национальной гвардии России:
- 1-й морской отряд в/ч 3800 (Хабаровск);
- 2-й морской отряд в/ч 3798 (Мурманск);
- 31-й учебный морской отряд в/ч 7628 (Северобайкальск), бывший 5-й отдельный учебный морской дивизион (подготовка специалистов для морских частей и подразделений войск национальной гвардии России);
- 32-й морской отряд в/ч 6777 (Озёрск и Снежинск) дивизионы сторожевых катеров, боевые пловцы, выполнение задач по охране на акваториях озер: Иртяш; Синара и Силач[6][7][8];
- 39-й морской отряд в/ч 6942 (Керчь) охрана Крымского моста (в составе 115 отдельной бригады специального назначения);
- рота сторожевых катеров в/ч 3705 (Сосновый Бор) охрана Ленинградской атомной электростанции (в составе полка);
- роты и взводы патрульных (сторожевых) катеров входящие в состав специальных моторизованных воинских частей (Сочи, Казань, Воронеж, Красноярск и др.).

С 1985 по 1990 год корабельный состав водителей-мотористов малых катеров и рулевые-сигнальщики готовились в учебном отряде МЧПВ КГБ СССР в/ч 2333 в городе Анапе.
С 2015 года подготовку мичманов и офицеров корабельного состава для морских частей и подразделений Росгвардии осуществляет Черноморское высшее военно-морское ордена Красной Звезды училище имени П. С. Нахимова.

## Список руководителей морской службы
Список руководителей морского (службы, отдела, управления) внутренних войск МВД (СССР, России) и Росгвардии:
- капитан 1 ранга Л. С. Ильин (1978—1985)
- капитан 1 ранга В. Н. Бышков (1985—1996)
- капитан 1 ранга В. А. Згурский (1996—2002)
- капитан 1 ранга В. В. Стракович (2002—2009)
- капитан 1 ранга А. Н. Андреев (2009—2016)
- контр-адмирал А. А. Шатаев (с 2016—2022)

## Галерея

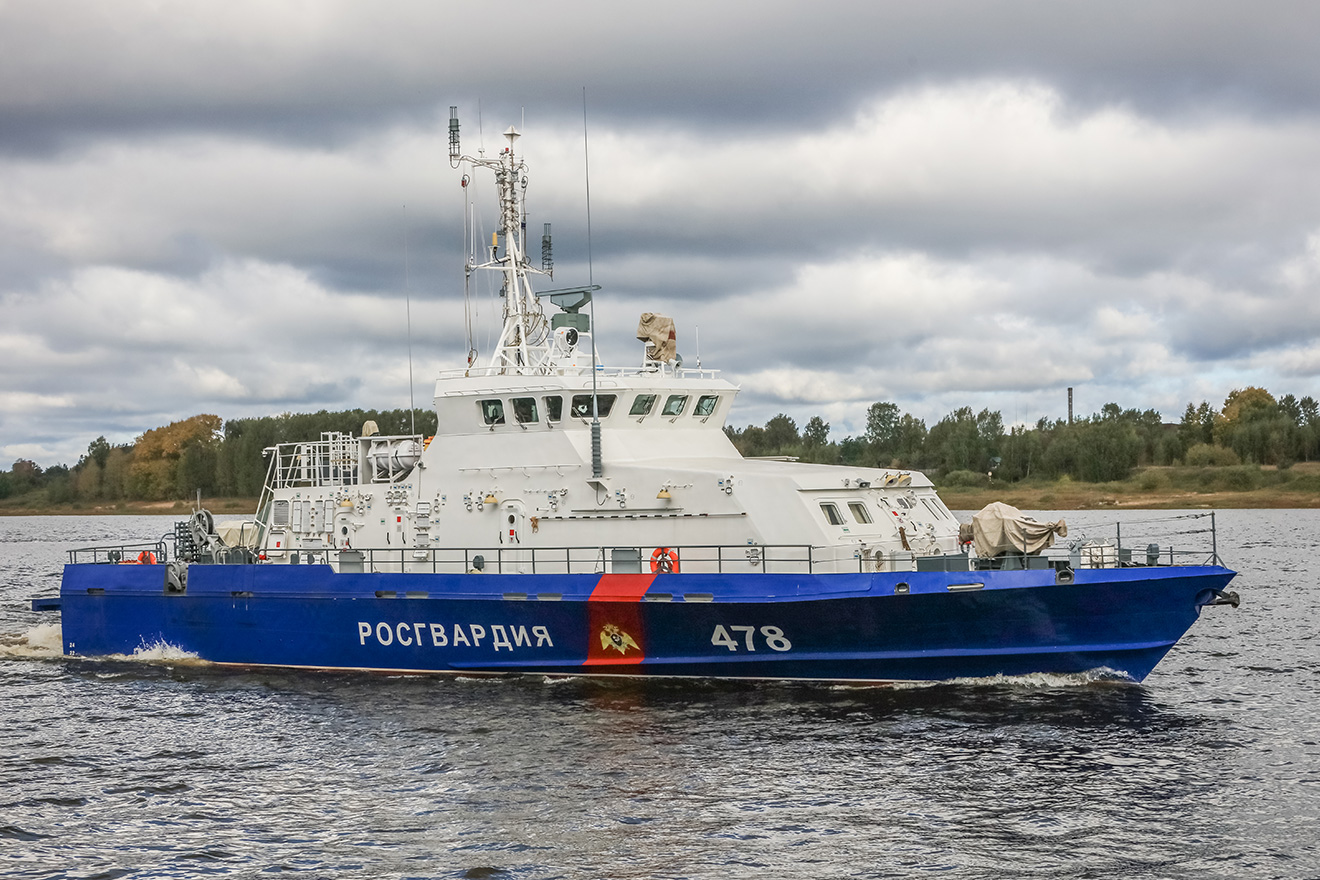
Противодиверсионный катер Росгвардии проекта 21980 «Грачонок».
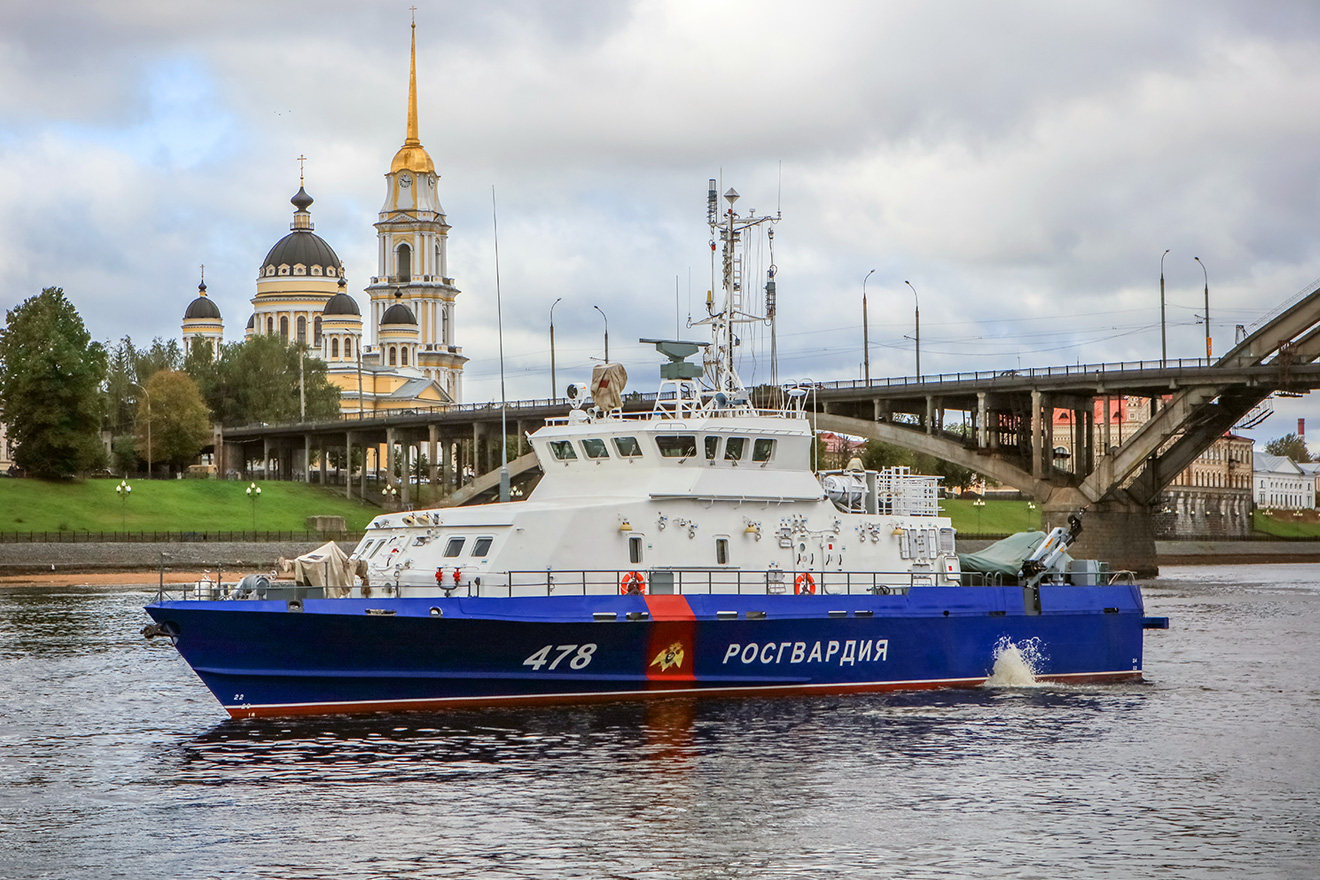
Катер Росгвардии проекта 21980 «Грачонок» в Рыбинске.
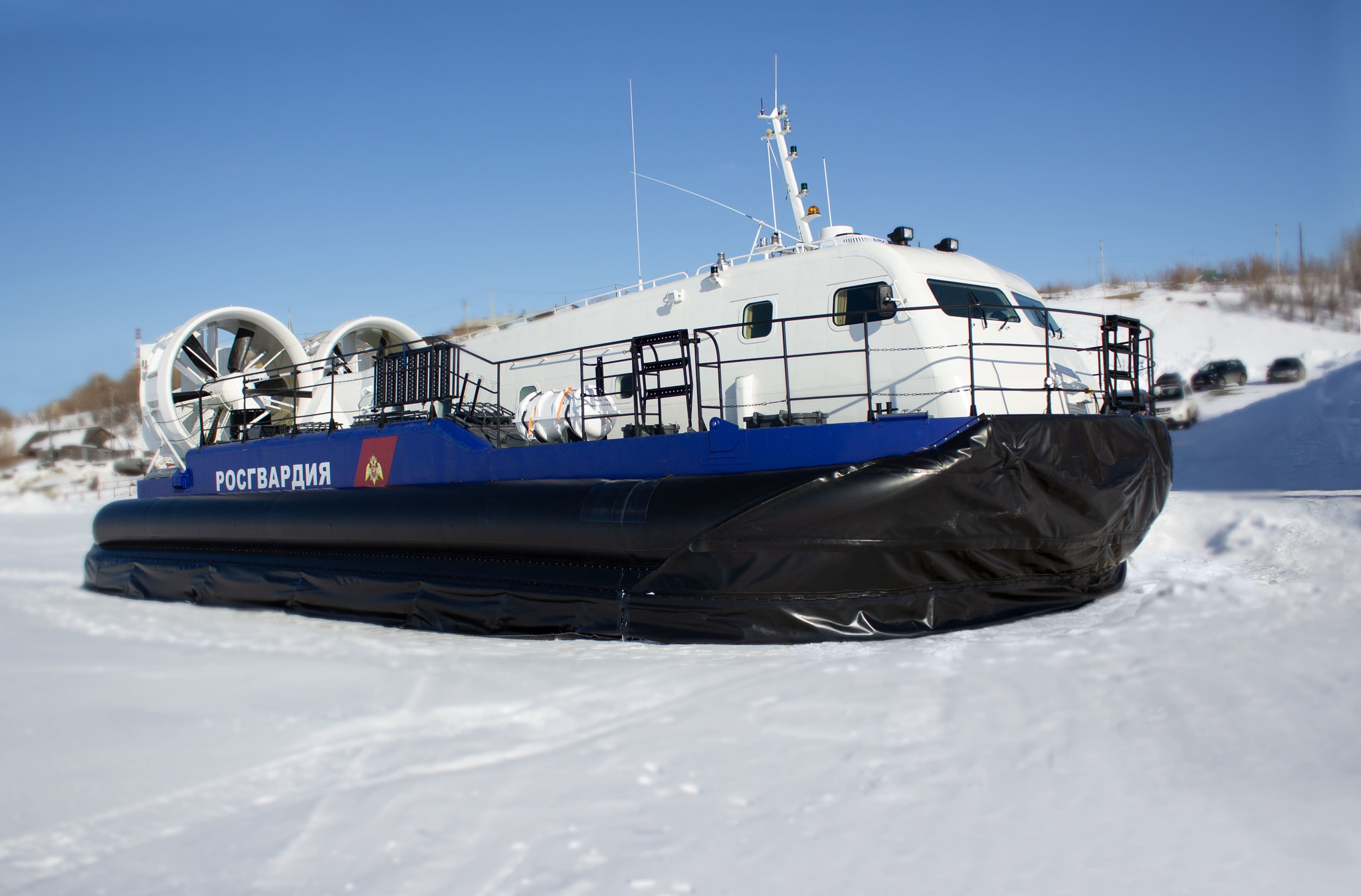
Судно на воздушной подушке проекта А25ПС «Сиверко-25» Управления Росгвардии по ЯНАО.
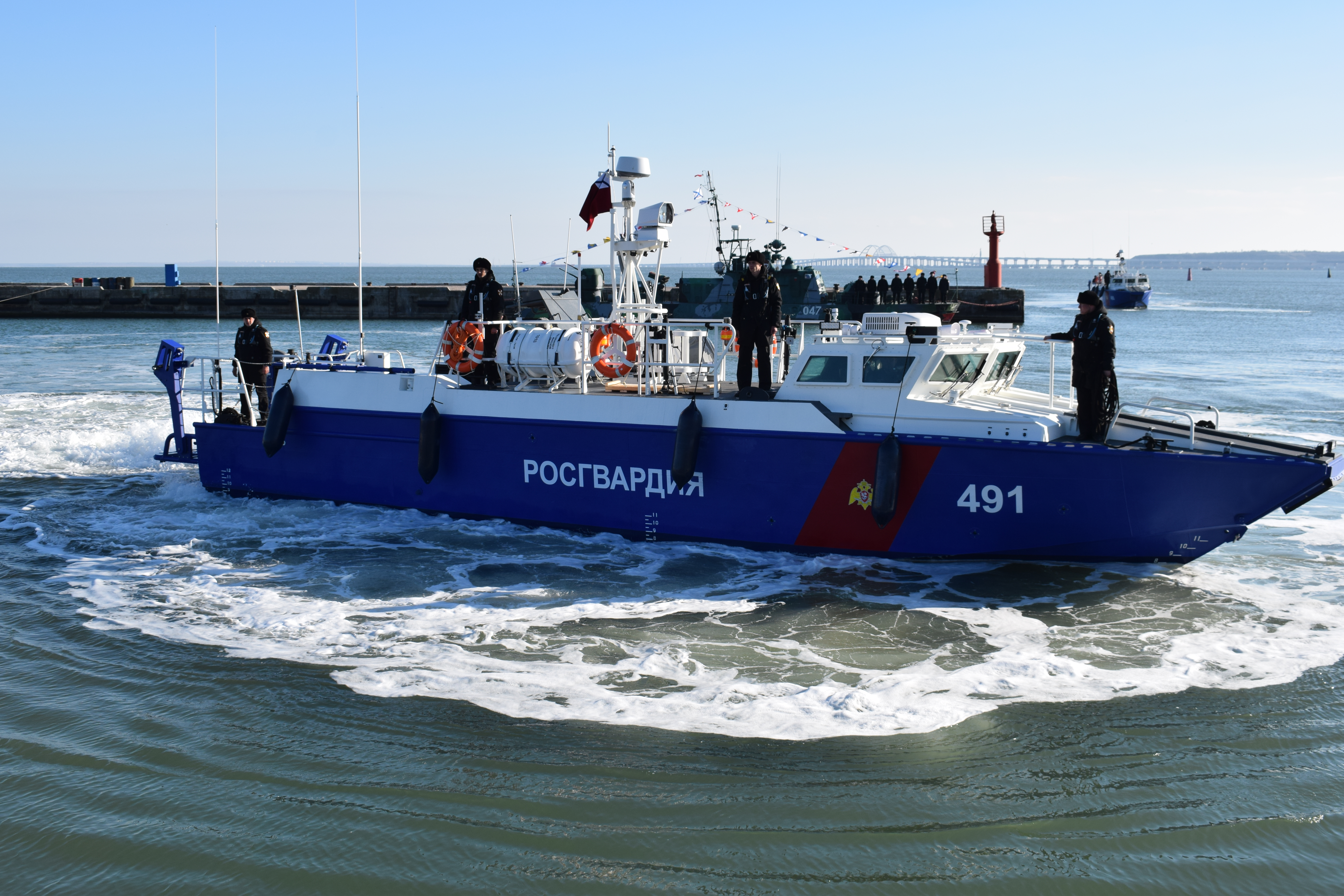
Транспортно-десантный катер Росгвардии проекта 02510 «БК-16» в Керченском проливе.
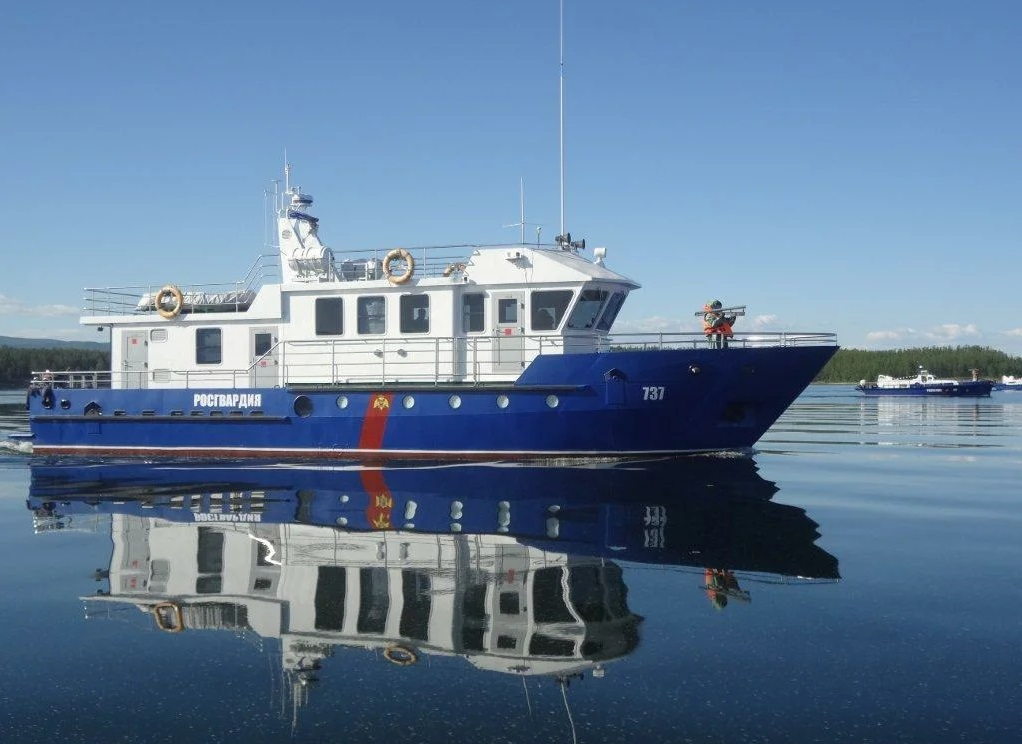
Патрульный катер Росгвардии проекта 9507 «Нерей» на базе в Северобайкальске.
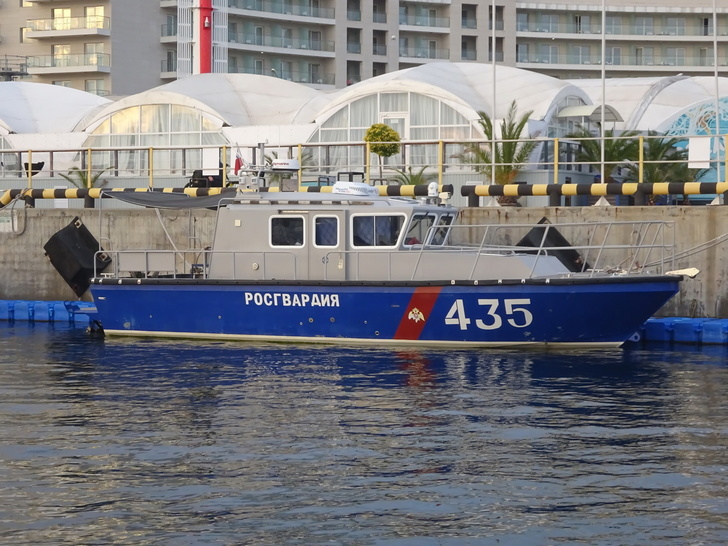
Катер Росгвардии проекта 04024 (ТР.527) «Афалина» в порту «Сочи Имеретинский».

### Комментарии
1. ↑  Указ Президента Российской Федерации от 30 декабря 2019 г. № 637[1], объявленный Приказом Федеральной службы войск национальной гвардии Российской Федерации от 14 октября 2020 г. № 399 (зарегистрирован в Минюсте России 18 ноября 2020 г. № 60959); подъём новых флагов и вымпелов на кораблях, катерах и судах ВНГ России производился с начала 2020 года[2][3].